# Vira, Ariège

Vira este o comună în departamentul Ariège din sudul Franței. În 1 ianuarie 2022 avea o populație de 158 de locuitori.